# Ida Nielsen (Schauspielerin)

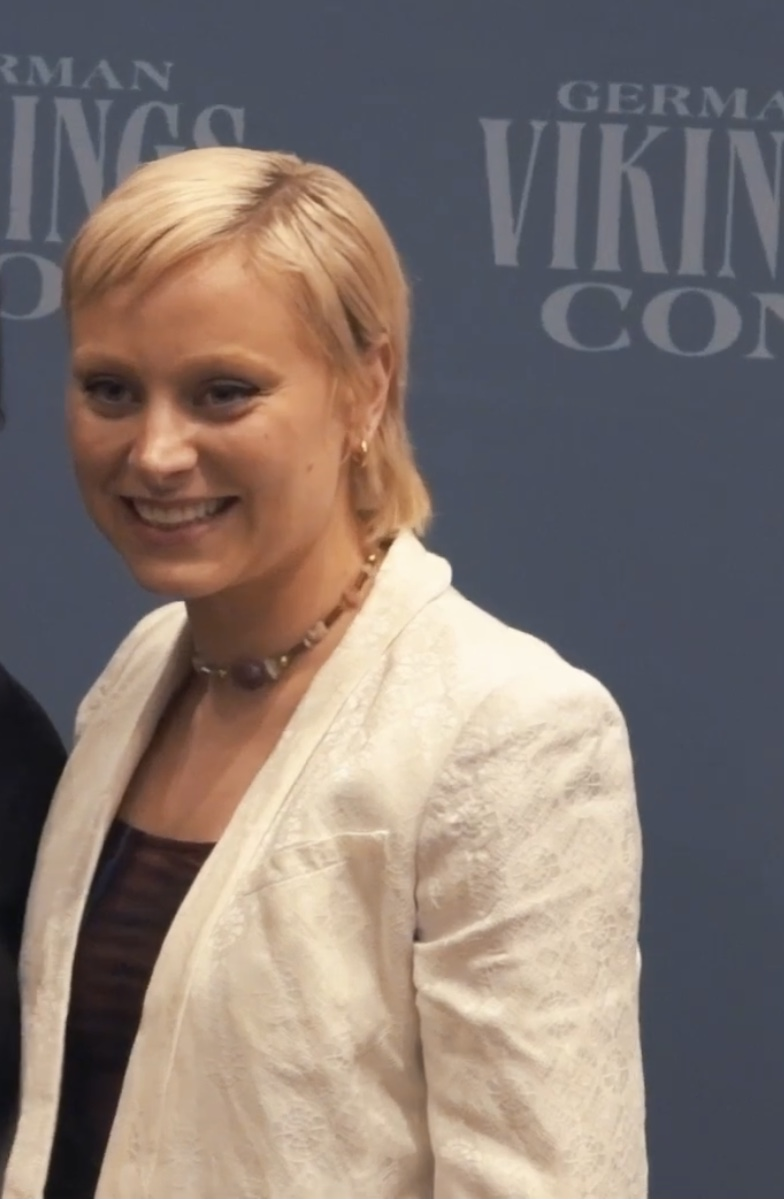
Ida Marie Nielsen auf der Viking Comic Con 2022

Ida Marie Nielsen (* 20. August 1996) ist eine dänische Schauspielerin, die vor allem für ihre Rolle als Margrethe in der kanadisch-irischen Fernsehserie Vikings bekannt ist.

## Werdegang
Nielsen besuchte als Kind eine Schauspielschule in Holte.

## Filmografie (Auswahl)
- 2006: Anna Pihl – Auf Streife in Kopenhagen (Anna Pihl, Fernsehserie, 11 Folgen)
- 2008: A Viking Saga: Son of Thor
- 2009: Monsterjægerne
- 2014: Lev stærkt
- 2016–2018: Vikings (Fernsehserie, 11 Folgen)